# Teodora Porfirogéneta
Teodora Porfirogéneta (en griego Θεοδώρα, literalmente «don de Dios», vivió 981 - 31 de agosto de 1056) y reinó como emperatriz bizantina desde el 11 de enero de 1055 hasta el 31 de agosto de 1056. Era hija del emperador Constantino VIII: 503 . Como princesa imperial elegible, fue considerada como posible novia para el futuro emperador Otón III en 996, pero tras la muerte de su tío Basilio II y de su padre, ambos sin hijos varones, se vio obligada a ocupar el centro de la política imperial: 265 . Con un carácter austero y fuerte, rechazó la mano del supuesto heredero, el futuro emperador Romano III, que fue desposado entonces con su hermana Zoe en 1028. Y aunque vivió bastante retirada del mundo, despertó los celos de Zoe, que la confinó en un monasterio pretextando una supuesta conspiración.

## Reinado compartido
El 19 de abril de 1042 el movimiento popular que dio lugar al destronamiento de Miguel V también condujo a la entronización de Teodora como coemperatriz con su hermana Zoe. Tras dos meses de participación activa en el gobierno, aceptó ser desplazada del poder por el nuevo esposo de Zoe, Constantino IX el 11 de junio de 1042.

## Vuelta al poder

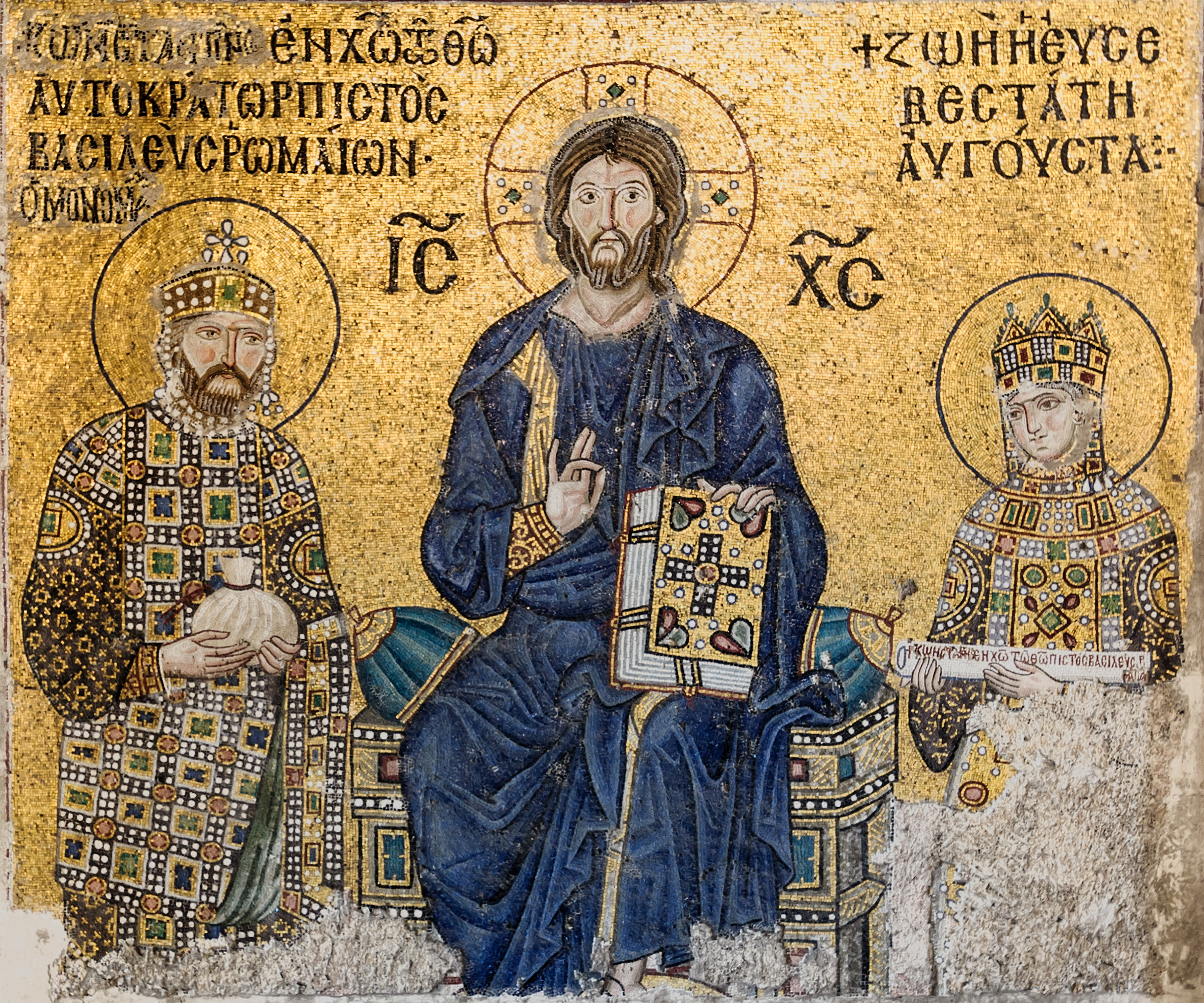
Mosaico de la Emperatriz Zoe. En el medio, Cristo Pantocrátor. A su derecha, el emperador Constantino IX; a su izquierda, la emperatriz Zoé.

A raíz de la muerte de este, el 11 de enero de 1055, y a pesar de contar ella con más de setenta años de edad, hizo valer con vigor sus derechos al trono, y frustró un intento de ser apartada del poder en beneficio del general Nicéforo Brienio. Gracias a su administración firme, controló a los nobles rebeldes y acabó con muchos abusos, pero menoscabó su reputación por la excesiva severidad hacia sus enemigos privados y por el indebido uso de sus sirvientes como consejeros. Murió repentinamente el 31 de agosto de 1056. Al no haber tenido hijos y ser la última de su dinastía, escogió a uno de sus favoritos como sucesor: Miguel VI. Pero este no tenía ninguna relación con la familia que había gobernado el Imperio durante los anteriores 189 años (867–1056), y por ello no se consideró que tuviese derecho al trono. De esta situación se derivó una serie de luchas por el trono entre varias familias nobles que duraron hasta 1081.
| Predecesor: Constantino IX | Emperatriz del Imperio bizantino 1055 - 1056 | Sucesor: Miguel VI |